# Resultados do Carnaval de Pelotas em 2008
Resultados do Carnaval de Pelotas em 2008. A campeã do grupo especial foi a escola Academia do Samba com o enredo; Um Baile de Máscaras na Avenida... O Centenário Áureo Cerúleo.

## Escolas de samba
| Grupo Especial | Grupo Especial            | Grupo Especial  | Grupo Especial |
| Colocação      | Escola                    | Pontos          | Ref.           |
| -------------- | ------------------------- | --------------- | -------------- |
| 1º             | Academia do Samba         | 158,3           | [ 2 ]          |
| 2º             | General Telles            | 157,9           | [ 2 ]          |
| 3º             | Estação Primeira do Areal | *               | [ 2 ]          |
| *              | Imperatriz da Zona Norte  | Desclassificada | [ 2 ]          |
| *              | Ramiro Barcelos           | Desclassificada | [ 2 ]          |

## Escolas mirins
| Colocação | Entidade            | Pontos | Ref.  |
| --------- | ------------------- | ------ | ----- |
| 1º        | Explosão do Futuro  | 159,5  | [ 3 ] |
| 2º        | Acadêmicos da Lagoa | 156,9  | [ 3 ] |

## Blocos infantis
| Colocação | Entidade                | Pontos          | Ref.  |
| --------- | ----------------------- | --------------- | ----- |
| 1º        | Alegria e Samba         | 98,9            | [ 4 ] |
| 2º        | Mickey                  | 98,1            | [ 4 ] |
| *         | Vale a Pena Ver de Novo | Desclassificado | [ 4 ] |

## Blocos burlescos
| Colocação | Entidade              | Pontos | Ref.        |
| --------- | --------------------- | ------ | ----------- |
| 1º        | Bruxa da Várzea       | 99,6   | [ 5 ] [ 6 ] |
| 2º        | Bafo da Onça          | 99     | [ 5 ] [ 6 ] |
| 3º        | Tesoura da Tiradentes | *      | [ 5 ]       |

## Bandas carnavalescas
| Colocação | Entidade                | Pontos | Ref.  |
| --------- | ----------------------- | ------ | ----- |
| 1º        | Ki-Bandaço              | 79,9   | [ 7 ] |
| 2º        | Entre a Cruz e a Espada | 79,3   | [ 7 ] |